# Sambhalka
Sambhalka is een census town in het district New Delhi van het Indiase unieterritorium Delhi.

## Demografie
Volgens de Indiase volkstelling van 2001 wonen er 11.064 mensen in Sambhalka, waarvan 61% mannelijk en 39% vrouwelijk is. De plaats heeft een alfabetiseringsgraad van 60%.